# John Berg (priester)

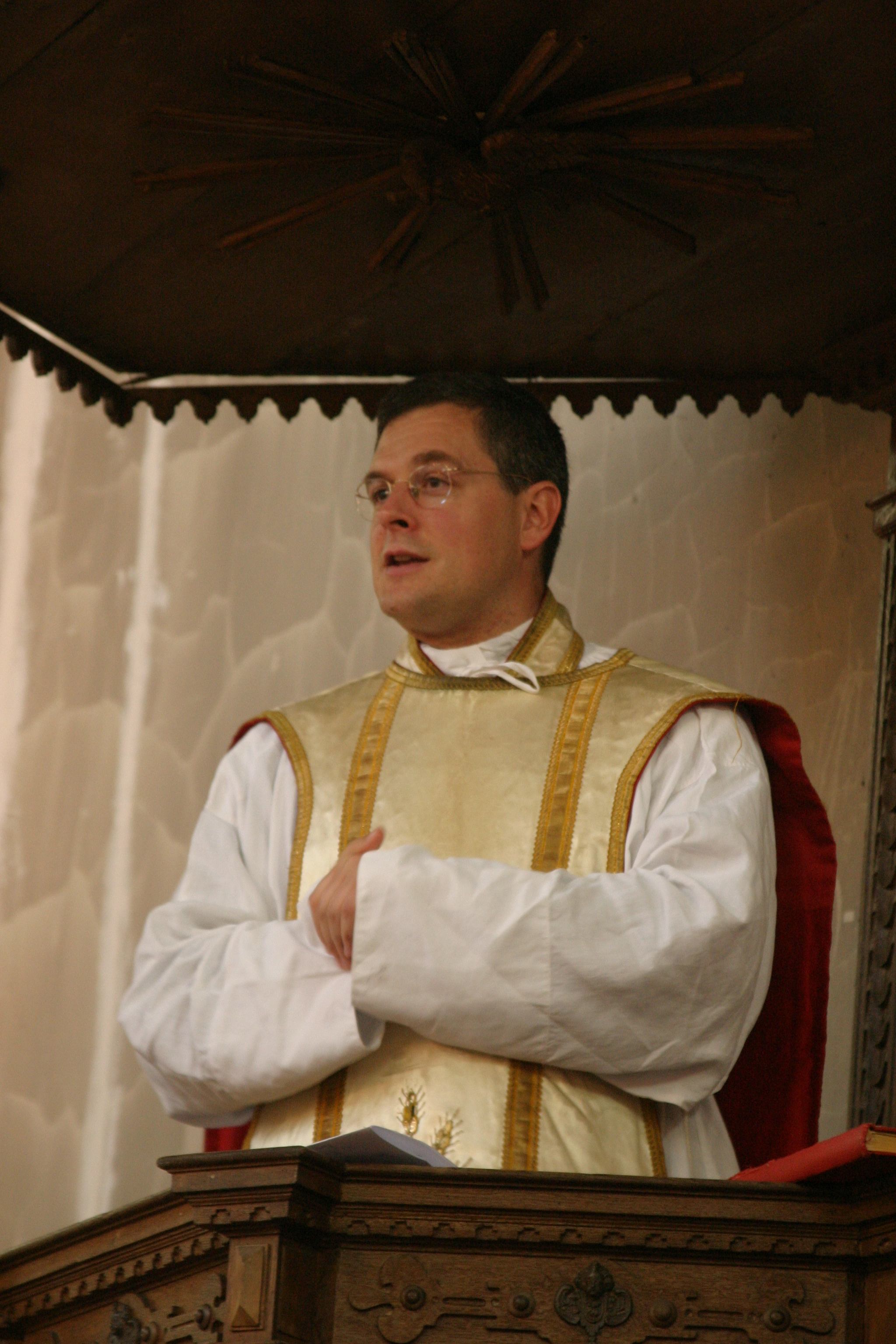
John Berg

John Marcus Berg, F.S.S.P. (Minnesota, 1970) is een Amerikaans katholieke priester die de derde algemene overste van de Priesterbroederschap van Sint-Pieter was. Op 7 juli 2006 werd hij verkozen door het algemeen kapittel van dat broederschap in haar moederhuis in Wigratzbad in Duitsland voor een termijn van zes jaar. In 2012 werd hij verkozen voor een tweede termijn van zes jaar. Op 9 juli 2018 werd hij opgevolgd door de Pool P. Andrzej Komorowski.

## Biografie
Berg is een Amerikaans staatsburger. Hij werd geboren in een katholiek gezin in Minnesota. Berg studeerde filosofie aan het Thomas van Aquino College in Californië van 1989 tot 1993, waar hij een roeping tot het priesterschap kreeg. In 1994 trad Berg in bij de congregatie in het seminarie in Wigratzbad, waar hij voor twee jaar studeerde. Hij voltooide zijn studies met een licentie in de dogmatische theologie aan de Pauselijke Universiteit van het Heilige Kruis in Rome. Nadat hij door bisschop James Timlin van Scranton op 6 september 1997 tot priester werd gewijd, heeft hij zowel als pastoor als seminarieprofessor gewerkt. Tot zijn verkiezing tot superior-generaal was Berg kapelaan van de Latijnse gemeenschap van Sacramento in Californië.
Op 7 juli 2007, de eerste verjaardag van Bergs verkiezing als superior-generaal, publiceerde Paus Benedictus XVI zijn motu proprio Summorum Pontificum, waarmee hij bevestigde dat de priesters van de Latijnse ritus de boeken van het Romeins missaal van 1962 mochten gebruiken als een bijzondere vorm van de Romeinse ritus.
Berg woonde tot het einde van zijn ambt als superior-generaal in Fribourg, Zwitserland. Sindsdien verblijft hij in Providence (Rhode Island). Hij spreekt vloeiend Engels, Frans en Italiaans.